# Preetz
Preetz é uma cidade da Alemanha localizada no distrito de Plön, estado de Schleswig-Holstein .